# Goffredo Fofi
Goffredo Fofi (Gubbio, 15 de abril de 1937 - Roma, 11 de julio de 2025
) fue un ensayista, activista, periodista y crítico de cine, literatura y teatro italiano.
Su visión como intelectual comprometido estuvo orientada a la construcción de una red alternativa a la cultura del consumismo y la homologación cultural. Su labor crítica se centró principalmente en la relación entre la realidad social y su representación artística, especialmente en el cine.

## Biografía
En 1955, con dieciocho años, dejó Gubbio en tren rumbo a Sicilia, específicamente Palermo, atraído por el pensamiento y las acciones del filósofo y activista Danilo Dolci. Se unió a sus luchas junto a los desempleados, en una campaña contra la mafia basada en un pacifismo gandhiano, todavía poco conocido en Italia en esa época. Participó en las llamadas “huelgas a la inversa”, que «consistían, por ejemplo, en asfaltar una carretera rural con un grupo de desempleados [con el fin de] reivindicar el derecho al trabajo». Estas actividades en la comunidad de Dolci le valieron una orden de destierro «por haber enseñado sin salario», lo cual motivó que Lucio Lombardo Radice escribiera un editorial en la portada del diario L'Unità defendiendo a Fofi y calificando su “crimen” como un «delito de alfabeto».
A comienzos de los años 1960, se trasladó a París y trabajó en la revista de cine Positif. De regreso en Italia, fundó junto a Piergiorgio Bellocchio y Grazia Cherchi Quaderni piacentini y escribió su investigación La immigrazione meridionale a Torino, rechazada por la editorial Einaudi debido a sus críticas a la política migratoria de Fiat, y finalmente publicada por Feltrinelli.
En 1967 fundó en Turín la revista de cine Ombre rosse, de fuerte contenido político, cercana a los movimientos estudiantiles y obreros. En 1968 colaboró con la editorial Forum Editoriale, proponiendo la publicación de novelas eróticas para financiar la edición completa de los escritos del comunista Amadeo Bordiga. Fofi adquirió para la editorial los derechos de la novela Emmanuelle y supervisó su traducción al italiano: la primera edición fue secuestrada por la justicia italiana por obscenidad, pero la obra se convirtió en un bestseller gracias también a su posterior adaptación cinematográfica.
Desde 1972 fue uno de los impulsores en Nápoles de la Mensa dei bambini proletari y participó activamente en el debate sobre la cuestión meridional, colaborando con destacados meridionalistas del segundo posguerra como Manlio Rossi-Doria y Gaetano Salvemini. Junto a Stefano De Matteis, fundó la revista Dove sta Zazà.
En 1997 fundó la revista literaria Lo Straniero, que cesó su publicación a fines de 2016; de esta nació el Premio Lo Straniero. Como crítico y editor, descubrió y apoyó a numerosos escritores como Giulio Angioni, Sergio Atzeni, Alessandro Baricco, Stefano Benni, Maurizio Maggiani, Raul Montanari y Roberto Saviano.
Fue director de la revista Gli asini y editor en jefe de Edizioni dell’Asino.
Además de las mencionadas, participó en la creación de otras publicaciones como Linea d'ombra, La Terra vista dalla Luna, Nino domani a Palermo y Piccione viaggiatore. Colaboró con los diarios Avvenire, il manifesto, Il Sole 24 Ore, l'Unità, y con revistas como Confronti, FilmTv, Internazionale y Panorama.
Consideraba a Juan Rulfo, a quien conoció personalmente, y a Jorge Luis Borges como los autores más importantes de la literatura sudamericana.
Fofi falleció en Roma el 11 de julio de 2025, debido a un paro cardíaco. Tenía 88 años.

## Crítica cinematográfica
Fue clave en la reevaluación crítica de Totò, actor que durante su vida fue desdeñado por muchos críticos de cine. Siguiendo el camino de Pier Paolo Pasolini, quien lo quiso en la película Uccellacci e uccellini, Fofi publicó en 1968 Totò. L’uomo e la maschera, en colaboración con la viuda Franca Faldini, ensayo que fue revisado y actualizado en varias ocasiones.

## Obras
- L'immigrazione meridionale a Torino, Milano, Feltrinelli, 1964; 1975; Torino, Aragno, 2009. ISBN 978-88-8419-399-5.
- Il cinema italiano. Servi e padroni, Milano, Feltrinelli, 1971.
- Nel nome del Padre di Marco Bellocchio, Bologna, Cappelli, 1971.
- Totò, Roma, Samonà e Savelli, 1972.
- Agenda rossa 1977, Roma, Savelli, 1976.
- Il teatro di Totò (1932-1946), Milano, Più libri, 1976.
- Capire con il cinema. 200 film prima e dopo il '68, Milano, Feltrinelli Economica, 1977.
- Totò. L'uomo e la maschera, Milano, Feltrinelli Economica, 1977.
- L'avventurosa storia del cinema italiano raccontata dai suoi protagonisti, Milano, Feltrinelli, 1979 e 1981.
- Quisquiglie e pinzillacchere. Il teatro di Totò, 1932-1946, Roma, Savelli, 1980.
- Marlon Brando, Roma, Gremese Editore, 1982.
- Il cinema italiano d'oggi 1970-1984, Milano, A. Mondadori, 1984.
- Dieci anni difficili. Capire con il cinema, parte seconda, 1975-1985, Firenze, La casa Usher, 1985.
- Storia del cinema, Milano, Garzanti, 1988-1990.
- Aldo Capitini e la non-violenza, Milano, FrancoAngeli, 1988. ISBN 88-204-2780-X.
- Pasqua di maggio. Un diario pessimista, Genova, Marietti, 1988. ISBN 88-211-6602-3.
- La grande recita, Napoli, Colonnese, 1990.
- Prima il pane, Roma, E/O, 1990. ISBN 88-7641-093-7.
- Storie di treno, Brescia, L'obliquo, 1990.
- I limiti della scena. Spettacolo e pubblico nell'Italia contemporanea (1945-1991), Milano, Linea d'Ombra, 1992. ISBN 88-09-00709-3.
- Scrittori per un secolo, Milano, Linea d'Ombra, 1993. ISBN 88-09-00905-3.
- Benché giovani. Crescere alla fine del secolo, Roma, E/O, 1993. ISBN 88-7641-162-3.
- Strana gente. 1960. Un diario tra Sud e Nord, Roma, Donzelli, 1993. ISBN 88-7989-002-6.
- Amelio secondo il cinema. Conversazione con Goffredo Fofi, Roma, Donzelli, 1994. ISBN 88-7989-110-3.
- Cortile Cascino, Palermo, Edizioni della Battaglia, 1994.
- La vera storia di Peter Pan e altre storie per film (1968-1977), Roma, E/O, 1994. ISBN 88-7641-221-2.
- Come in uno specchio. I grandi registi della storia del cinema, Roma, Donzelli, 1995. ISBN 88-7989-164-2; 1997; 2008.
- Narrare il Sud. Percorsi di scrittura e di lettura, Napoli, Liguori, 1995. ISBN 88-207-2449-9.
- Più stelle che in cielo. Il libro degli attori e delle attrici, Roma, E/O, 1995. ISBN 88-7641-266-2.
- Strade maestre. Ritratti di scrittori italiani, Roma, Donzelli, 1996. ISBN 88-7989-267-3.
- Maledetti giornalisti, Roma, E/O, 1997. ISBN 88-7641-329-4.
- Un volto che ci somiglia; Tra saggistica, reportage e romanzo, en Il germoglio sotto la scorza: Carlo Levi vent'anni dopo, Cava de' Tirreni, Avagliano, 1998. ISBN 88-86081-96-0.
- Prima e dopo il '68. Antologia dei Quaderni piacentini, Roma, Minimum fax, 1998. ISBN 88-86568-51-7.
- Sotto l'ulivo. Politica e cultura degli anni '90, Roma, Minimum fax, 1998.[9]
- Leggere, scrivere, disobbedire. Conversazione con Stefano Benni, Roma, Minimum fax, 1999. ISBN 88-86568-77-0.
- Le nozze coi fichi secchi. Storie di un'altra Italia, Napoli, L'Ancora del Mediterraneo, 1999. ISBN 88-8325-052-4.
- Vittorio De Seta. Il mondo perduto, Torino, Lindau, 1999. ISBN 88-7180-291-8.
- Nicola Chiaromonte, Ignazio Silone. L'eredità di Tempo presente, Roma, Fahrenheit 451, 2000. ISBN 88-86095-39-2.
- Zaccheo e gli intellettuali, Casale Monferrato, Piemme, 2002. ISBN 88-384-6504-5.
- Nel Sud, senza bussola. Venti voci per ritrovare l'orientamento, Napoli, L'Ancora del Mediterraneo, 2002. ISBN 88-8325-071-0.
- Paolo Benvenuti, Alessandria, Falsopiano, 2003. ISBN 88-87011-64-8.
- Alberto Sordi. L'Italia in bianco e nero, Milano, Mondadori, 2004. ISBN 88-04-52244-5.
- Simenon, l'uomo nudo, Napoli, L'Ancora del Mediterraneo, 2004. ISBN 88-8325-143-1.
- La traversata. Dal fascismo all'antifascismo, Milano, FrancoAngeli, 2005. ISBN 88-464-6624-1.
- Da pochi a pochi. Appunti di sopravvivenza, Milano, Elèuthera, 2006.[10]
- Gli anni d'oro del diario Vitt, Viterbo, Stampa alternativa/Nuovi equilibri, 2006. ISBN 88-7226-940-7.
- L'arte della visione. Conversazioni con Federico Fellini e Gianni Volpi, Roma, Donzelli, 2009. ISBN 978-88-6036-373-2.
- La vocazione minoritaria. Intervista sulle minoranze, Roma-Bari, Laterza, 2009.[11]
- Per amore del mio popolo. Don Peppino Diana, vittima della camorra, Roma, Edizioni dell'Asino, 2010. ISBN 978-88-6357-037-3.
- Con il cinema non si scherza. Conversazione con Mario Monicelli, Bologna, Cineteca di Bologna, 2011. ISBN 978-88-95862-38-5.
- Festa per Elsa, Palermo, Sellerio, 2011. ISBN 978-88-389-2548-1.
- Zone grigie. Conformismo e viltà nell'Italia d'oggi, Roma, Donzelli, 2011. ISBN 978-88-6036-557-6.
- Beati i puri di cuore, perché vedranno Dio, Torino, Lindau, 2012. ISBN 978-88-6708-024-3.
- Salvare gli innocenti. Una pedagogia per i tempi di crisi, Molfetta, La Meridiana, 2012. ISBN 978-88-6153-228-1.
- Stranieri. Albert Camus e il nostro tempo, Roma, Contrasto, 2012. ISBN 978-88-6965-336-0.
- Scrittori. Grandi autori visti da grandi fotografi, Roma, Contrasto, 2013. ISBN 978-88-6965-451-0.
- Presenze di Gesù nel cinema del Novecento, Macerata, Quodlibet, 2013. ISBN 978-88-7462-489-8.
- Marlon Brando. Una tragedia americana, Roma, Castelvecchi, 2014. ISBN 978-88-6826-411-6.
- Elogio della disobbedienza civile, Roma, Nottetempo, 2015. ISBN 978-88-7452-543-0 (reedición 2022 ISBN 978-88-7452-969-8).
- Il racconto onesto. 60 scrittori, 60 risposte, Roma, Contrasto, 2015. ISBN 978-88-6965-587-6.
- Il cinema del no. Visioni anarchiche della vita e della società, Eleuthera, 2015. ISBN 978-88-96904-75-6.
- Il Paese della sceneggiata, Medusa Edizioni, 2017. ISBN 978-8876983832.
- L'oppio del popolo, Eleuthera, 2019. ISBN 9788898860180.
- Il secolo dei giovani e il mito di James Dean, La nave di Teseo, 2020. ISBN 9788834604731.
- Più stelle che in cielo. Il libro degli attori e delle attrici, Bologna, Cue Press, 2020. ISBN 9788855100724.
- Cinema e teatro del Fronte Popolare. Negli anni Trenta del Novecento in Francia, Bologna, Cue Press, 2020. ISBN 9788855100786.
- Antologia del grande attore, Bologna, Cue Press, 2020. ISBN 9788855100755.
- Jean Vigo. Vita e opere del grande regista anarchico, Bologna, Cue Press, 2020. ISBN 978-88-5510-081-6.
- Il teatro di Totò. 1932-46, Bologna, Cue Press, 2020. ISBN 9788855100854.
- Vittorio De Seta. Il mondo perduto, Bologna, Cue Press, 2020. ISBN 9788855100779.
- Volare alto volare basso, Roma, Contrasto, 2021. ISBN 978-88-6965-817-4.
- Fellini anarchico, Milano, Eleuthera, 2021. ISBN 9788833020990.
- Il buon educatore e altre storie, Roma, Edizioni dell'Asino, 2021. ISBN 978-88-6357-395-4.
- Sono nato scemo e morirò cretino, scritti 1956-2021, Roma, Minimum Fax, 2022. ISBN 978-88-3389-370-9.
- Non mangio niente che abbia gli occhi, Roma, Contrasto, 2022. ISBN 978-88-6965-901-0.
- Cari agli dèi, Roma, edizioni e/o, 2022. ISBN 978-88-3357-470-7.
- Per Pasolini, Milano, La nave di Teseo, 2022. ISBN 978-88-3461-122-7.
- Breve storia del cinema militante, Milano, Eleuthera, 2023. ISBN 978-88-3302-221-5.
- Quante storie. Il ”sociale” dall'Unità a oggi. Ritratti e ricordi, Milano, Altreconomia, 2024. ISBN 978-88-6516-497-6.